# 12599 Сінгал
12599 Сінгал (12599 Singhal) — астероїд головного поясу, відкритий 9 вересня 1999 року.
Тіссеранів параметр щодо Юпітера — 3,585.